# Jeux olympiques de la jeunesse
Pour les articles homonymes, voir JOJ.
Vous lisez un « bon article » labellisé en 2016.
Les Jeux olympiques de la jeunesse (JOJ) sont une compétition multisports, similaire aux Jeux olympiques mais réservée aux jeunes athlètes âgés de 15 à 18 ans, créée par le Comité international olympique (CIO) lors de sa 119e session, qui a eu lieu à Guatemala du 4 au 7 juillet 2007.
Les JOJ ont lieu tous les quatre ans, en alternance été/hiver comme les Jeux olympiques, mais en décalage avec ces derniers de deux années.
Les premiers Jeux olympiques de la jeunesse d'été ont eu lieu en 2010, à Singapour, alors que la même année se tenaient les Jeux olympiques d'hiver à Vancouver. En 2012, la ville autrichienne d'Innsbruck a accueilli la première édition hivernale des JOJ, quelques mois avant que Londres n'accueille les Jeux olympiques d'été de 2012.
Les dernières éditions des JOJ d'été et d'hiver se sont respectivement tenues en 2018 à Buenos Aires et dans la province du Gangwon en 2024. Dans le même ordre, les prochaines éditions seront organisées à Dakar en 2026 et dans les régions des Dolomites et de la Valteline en 2028.

## Histoire

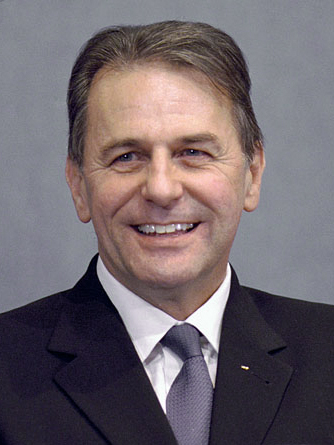
Jacques Rogge en 2001.

Le projet d'organiser des Jeux olympiques de la jeunesse était cher à Jacques Rogge, ancien président du Comité international olympique et actuel président d'honneur de l'institution olympique, et ce, depuis son élection en 2001. Cette idée est toutefois bien plus ancienne, puisque l'Autrichien Johann Rosenzopf a été reconnu comme « inventeur » de ce concept par Jacques Rogge et le CIO. C'est lui qui avait contacté dès 1998 le Comité olympique autrichien afin de créer des « Jeux olympiques junior ».
D'autres compétitions destinées aux jeunes furent créées antérieurement au sein du Mouvement olympique, comme le Festival olympique de la jeunesse européenne, organisé par les Comités olympiques européens et dont la première édition s'est tenue à Bruxelles en 1991, ou les Jeux mondiaux de la jeunesse de 1998, seule édition de cette compétition soutenue par le CIO, et qui fut attribuée à la ville de Moscou.
Le 25 avril 2007, la commission exécutive du CIO accepte à l'unanimité l'idée d'organiser des Jeux olympiques de la jeunesse. Une discussion portant sur cette manifestation est par conséquent inscrite au programme de la 119e session du CIO qui se tient à Guatemala en juillet de la même année.
Le 5 juillet, les 110 membres présents lors de cette session approuvent à l'unanimité le projet d'organisation de la première édition des Jeux olympiques d'été de la jeunesse en 2010 et des Jeux olympiques d'hiver de la jeunesse en 2012,. Après l'annonce de la décision, le président du CIO, Jacques Rogge, estime qu'il s'agit d'un « moment historique pour le Mouvement olympique. Nous devons cela à la jeunesse du monde entier ».
Plusieurs villes se montrent intéressées dès octobre 2007 par l'organisation de cette première édition. Il s'agit d'Athènes, de Bangkok, de Moscou, de Turin, de Debrecen, de Guatemala, de Kuala Lumpur, de Poznań et de Singapour. Après un vote par correspondance des membres du CIO, Jacques Rogge annonce en février 2008 la victoire de Singapour contre Moscou avec 53 voix contre 44.
Le 12 décembre 2008, le CIO annonce qu'Innsbruck accueillera les premiers JOJ d'hiver de 2012, en étant élue contre Lillehammer, Kuopio et Harbin.
Le CIO envisage d'organiser dès 2014 les JOJ les années impaires, étant ainsi déplacés à des années non olympiques. Cette décision prise lors de l'adoption de l'Agenda 2020 par le Comité international olympique en décembre 2014 lors de sa 127e session vise notamment à accorder une plus grande visibilité à ces Jeux olympiques plus méconnus que leurs aînés. Cependant, lors de la 132e session du CIO qui se tient en marge des Jeux olympiques de Pyeongchang 2018, la commission exécutive décide de maintenir les JOJ les années paires.
Le 15 juillet 2020, le CIO et le Sénégal décident d'un commun accord de reporter les JOJ de 2022 à 2026. Il s'agit de l'une des conséquences de la pandémie de Covid-19 sur le mouvement olympique qui a également conduit au report d'un an des Jeux olympiques de Tokyo 2020. Il n'y aura donc pas de JOJ organisés en 2022, mais Dakar, ville hôte initiale pour cette édition, conserve l'organisation des Jeux.

### Identité visuelle
L'emblème des JOJ de Singapour 2010 utilise uniquement les anneaux olympiques. En janvier 2010 cependant, une marque spécifique est créée pour représenter l'esprit des JOJ. Elle affiche ainsi la mention « YOG DNA ». Ce nouveau logo remplace les anneaux olympiques sur les emblèmes des JOJ à partir des Jeux d'Innsbruck 2012.
En octobre 2017, le logo des JOJ est légèrement modifié. La mention « YOG DNA » est remplacée par Youth Olympic Games, soit « Jeux olympiques de la jeunesse » en français. La transition est discrète, mais elle permet notamment au Comité d'organisation des JOJ de Buenos Aires 2018 en Argentine, pays hispanophone, d'afficher en espagnol les mots Juegos Olímpicos de la Juventud sur son logo. Un logo actualisé est utilisé après les Jeux de Lausanne 2020.

Logo entre 2012 et 2017.
Logo entre 2017 et 2021.
Logo depuis 2021.

## Caractéristiques des Jeux olympiques de la jeunesse
Les Jeux olympiques de la jeunesse se veulent loin du « faste » des Jeux olympiques. Bien que le CIO désire en faire un événement sportif majeur rassemblant des jeunes athlètes d'élite, il subsiste des différences notables entre JO et JOJ dues aux écarts, de notoriété notamment, qu'il y a entre les deux compétitions. Cependant, les JOJ n'ont pas vocation à devenir des « mini Jeux olympiques ».
Les villes organisatrices des JOJ doivent répondre à des attentes moindres ou différentes de la part du CIO. Toutes ces spécificités s'axent autour de l'ADN des JOJ (YOG DNA en anglais).
Les JOJ et les Universiades s'adressent à des générations différentes d'athlètes, puisque ces dernières sont réservées aux étudiants, généralement plus âgés.

### Budget des villes hôtes
Les coûts des JOJ devront être limités et surtout maîtrisés. Ainsi, aucun site de compétition ne sera construit spécifiquement pour une édition, chaque investissement de cette nature devant s'inscrire dans une démarche forte d'héritage laissé à la ville hôte et à sa jeunesse. De plus, une édition des JOJ doit être organisée dans une région unique, que ce soit administrative ou géographique. Par exemple, certaines épreuves qui se tiendront dans le cadre des Jeux olympiques de la jeunesse de 2020 à Lausanne sont accueillies par le Jura français voisin. En plus des sites sportifs, la ville organisatrice des JOJ devra construire ou aménager un village olympique de la jeunesse, d'une capacité de 5 000 lits pour les JOJ d'été et de 2 000 lits pour les JOJ d'hiver, un centre d'accueil et de travail pour les médias, ainsi que les infrastructures nécessaires aux programmes éducatifs et culturels qui sont organisés durant les Jeux.
Des sponsors fournissent une partie du budget d'organisation des JOJ, que ce soient les partenaires olympiques globaux (Programme TOP, pour The Olympic Partners en anglais) ou des partenaires locaux. Si des doutes avaient été exprimés en 2010 par certains partenaires globaux quant à la visibilité de ces nouveaux Jeux, et donc quant à l'affichage de leurs produits, les sponsors TOP s'impliquent désormais grandement dans les JOJ, en y développant par exemple de nouvelles technologies, comme Samsung qui proposa aux JOJ de Lillehammer 2016 une retransmission en réalité virtuelle de la cérémonie d'ouverture.
Toutefois, les autorités publiques de la région et de la ville hôtes doivent aussi apporter des garanties financières, qui sont proportionnellement plus importantes pour les JOJ que pour les JO, moins de revenus étant générés à partir des partenariats commerciaux et des droits de retransmission télévisée.

### Programme sportif

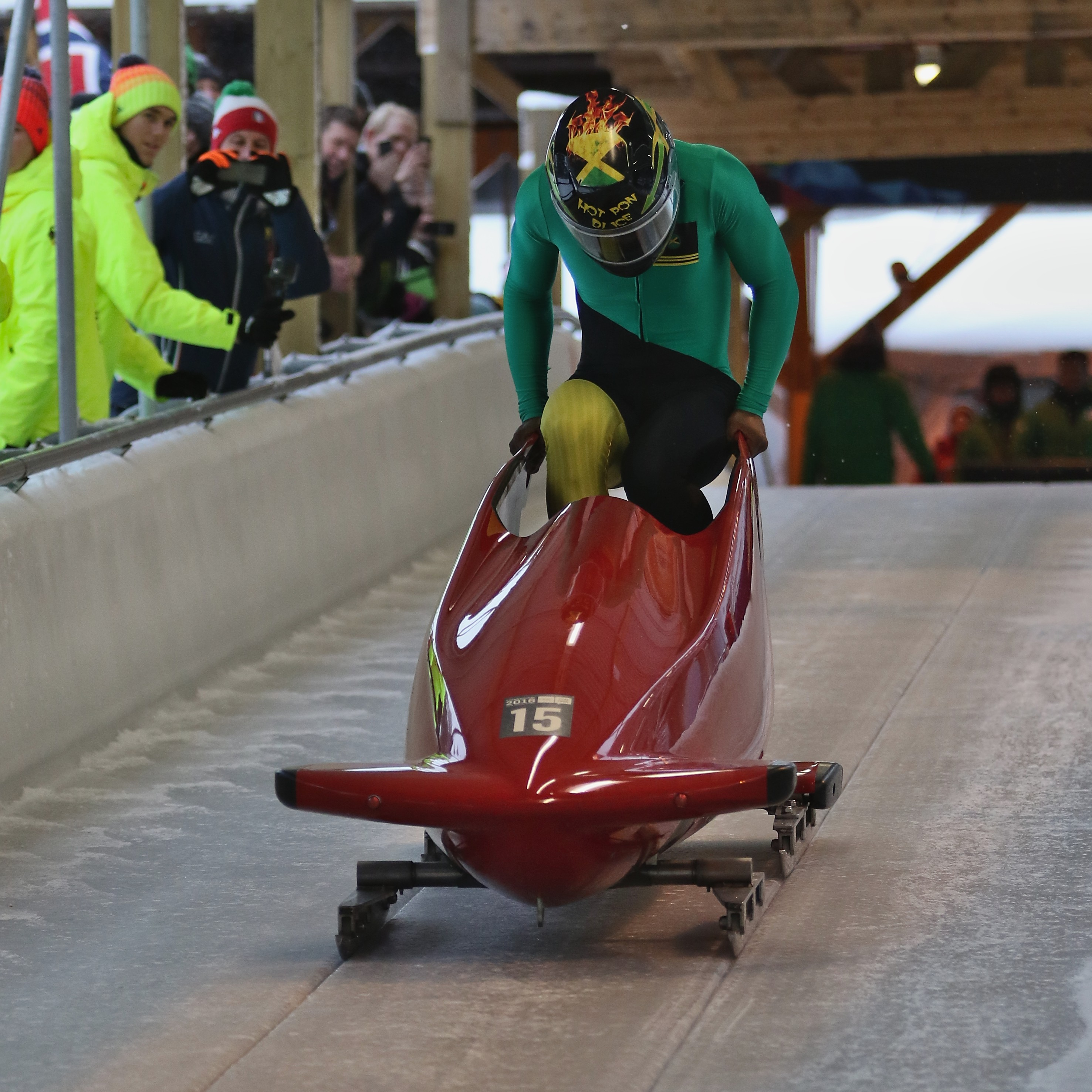
Monobob à Lillehammer 2016.

Le programme sportif des JOJ est globalement similaire à celui des JO. Mais des différences subsistent afin d'adapter les épreuves aux jeunes. Aux premiers JOJ d'été, à Singapour, vingt-six sports étaient proposés,, tandis qu'à Innsbruck, pour les premiers JOJ d'hiver, quinze sports étaient programmés,. Ces nombres ont évolué depuis au fil des éditions, avec plusieurs ajouts et retraits de disciplines.
Les Jeux olympiques de la jeunesse d'été connaissent des spécificités qui leur sont ou étaient propres. Ainsi, le basket-ball se joue à trois contre trois dès 2010, au lieu des équipes habituelles de cinq joueurs. Le rugby à sept a fait une première apparition aux JOJ de Nankin en 2014, marquant le retour du rugby au programme olympique, deux ans avant les Jeux olympiques d'été de 2016 de Rio de Janeiro,. Le golf a aussi fait son retour aux Jeux olympiques lors des JOJ de Nankin,. En 2018, plusieurs sports urbains intègrent le calendrier avec le beach handball, le breaking, le futsal, le roller de vitesse et l'escalade.
Pour les Jeux olympiques de la jeunesse d'hiver, aux JOJ de Lillehammer en 2016, le saut à ski n'est disputé que sur tremplin normal, alors qu'à Sotchi en 2014, cette discipline était disputée sur grand tremplin et tremplin normal. Le monobob, variante solitaire du bobsleigh, y a également fait une première apparition aux Jeux olympiques. Quant au hockey sur glace, des épreuves d'habileté sont aussi organisées en plus des tournois féminin et masculin. Le Ski-alpinisme est une nouvelle discipline ayant fait son apparition en 2020 et le combiné nordique est mixte (alors qu'il est prévu de l'ouvrir aux femmes qu'aux Jeux olympiques de 2026).
La plus grande différence entre les JO et les JOJ est la participation d'équipes mixtes dans certains sports collectifs, c'est-à-dire soit de comités nationaux olympiques différents et donc de nationalités diverses, soit de sexes différents,. Ces spécificités visent à favoriser les échanges entre athlètes et à encourager la découverte et le partage avec autrui. Lors des JOJ d'hiver de 2024, les épreuves par équipes mixtes sont toutefois supprimées.

### Programme culturel et éducation

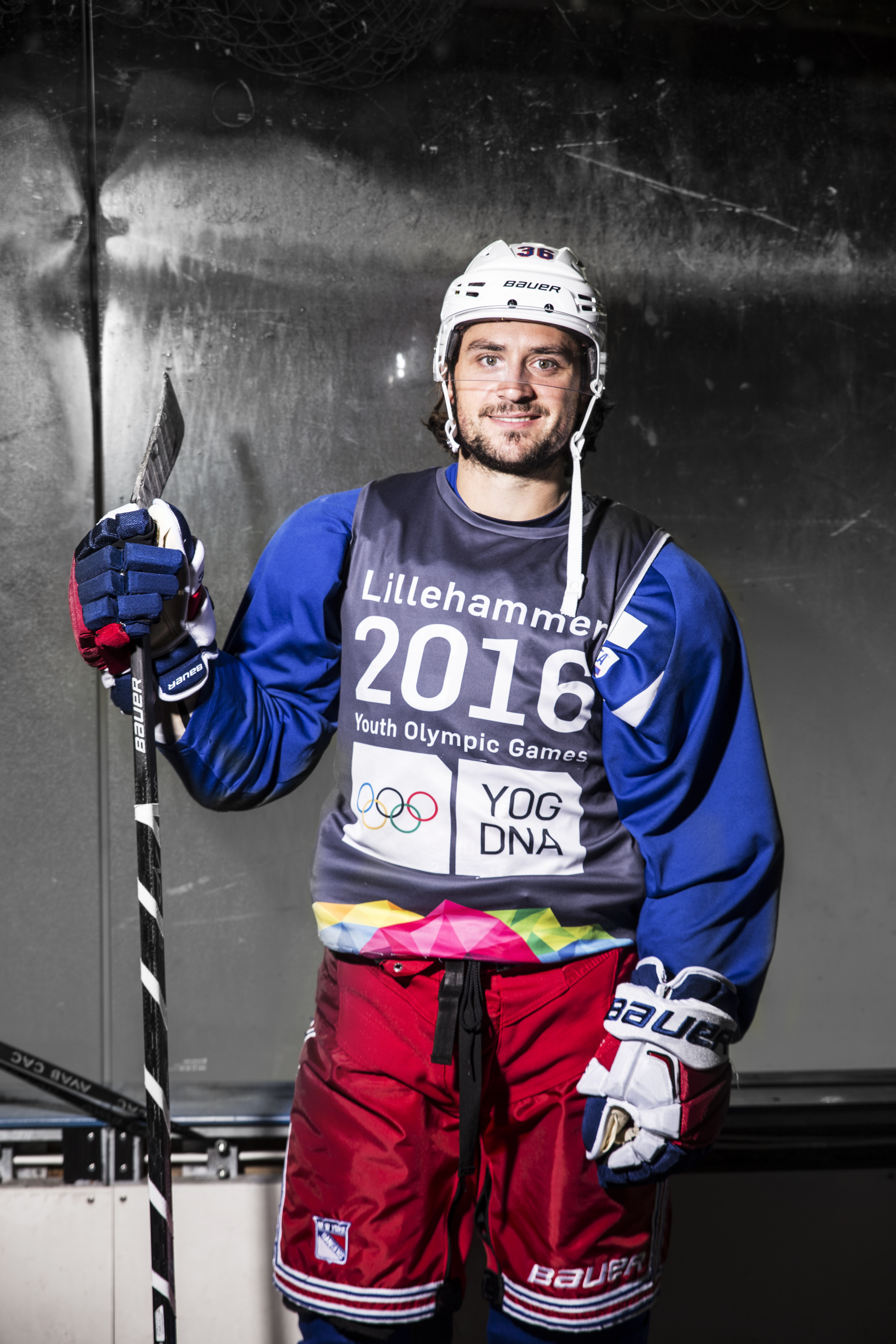
Mats Zuccarello Aasen en ambassadeur des JOJ de Lillehammer 2016.

Les principaux buts avoués des Jeux olympiques de la jeunesse sont d'enrayer le déclin de la pratique sportive chez les jeunes tout en combattant la croissance de l'obésité , de promouvoir auprès de cette génération les valeurs de l'olympisme à savoir l'excellence, l'amitié et le respect ; mais également de la sensibiliser à un mode de vie et une alimentation sains, au respect de l'environnement et à une pratique propre et transparente du sport. La lutte antidopage est ainsi clairement mise en avant au sein du programme culturel des JOJ, afin de faire des jeunes athlètes participants des sportifs modèles,.
Le programme de Culture et d'Éducation (PCE) est au centre des JOJ. Plusieurs manifestations sont organisées dans le cadre du PCE, comme le programme Apprendre et Partager (la traduction anglaise de Learn and Share est également utilisée). Il s'agit de nombreux ateliers portant sur divers thèmes du monde sportif visant à faire des jeunes athlètes de véritables ambassadeurs de leur sport dans leurs pays respectifs. Aux JOJ de Lillehammer 2016, ces manifestations s'articulaient autour de cinq grands axes : « ton corps et ton esprit », « ta carrière », « tes actes », « tes histoires » et « tes découvertes ». Si elles étaient principalement destinées aux jeunes athlètes, elles étaient toutefois ouvertes au public pendant les week-ends. Parmi les activités proposées, on comptait par exemple le « Try the Sport » (pour Essaie le sport), qui permettait à tous de se familiariser avec l'ensemble des disciplines disputées pendant les JOJ, la Sjoggfest, qui était le festival culturel de ces JOJ organisé depuis les Jeux de Singapour en 2010,, ou encore la découverte de plusieurs organismes et entreprises liés au mouvement olympique, comme l'Académie internationale olympique, l'Agence mondiale antidopage ou Omega, qui expliquait le fonctionnement des photos-finish.
Le programme Jeunes reporters permet à des étudiants en journalisme ou à des jeunes ayant commencé une carrière dans ce domaine de prendre part à un évènement sportif majeur. Ils ont tous entre 18 et 24 ans et ont été choisis par les associations continentales regroupant leurs comités nationaux olympiques respectifs en vue de représenter les cinq continents,.
Sur le plan de la compétition, les JOJ ont pour but de faire participer à des compétitions de haut niveau des jeunes athlètes (entre 14 et 18 ans) du monde entier, et de leur indiquer le chemin pour devenir « de vrais olympiens ». Les JOJ sont la tête de proue d'une stratégie du CIO visant à séduire les jeunes afin de les intéresser à nouveau au sport. Ainsi, chaque CNO participant doit sélectionner des « jeunes ambassadeurs » qui ont pour mission de promouvoir les valeurs olympiques, les JOJ et les programmes culturels qui y sont associés. En outre, des sportifs modèles et reconnus sont choisis pour devenir « ambassadeurs » des JOJ afin de partager leur expérience et de servir d'exemple pour les jeunes athlètes. On peut citer parmi ces sportifs Usain Bolt, Lindsey Vonn, Mats Zuccarello Aasen, Kim Yuna ou Michael Phelps,.
Afin de faciliter et d'encourager les contacts entre athlètes, ces derniers, ainsi que les officiels, se voient équipés d'un petit boîtier connecté, appelé « Yogger », leur permettant d'échanger facilement leurs coordonnées. Ils sont également utilisés afin de conserver une trace des activités effectuées dans le cadre du PCE.

### Format

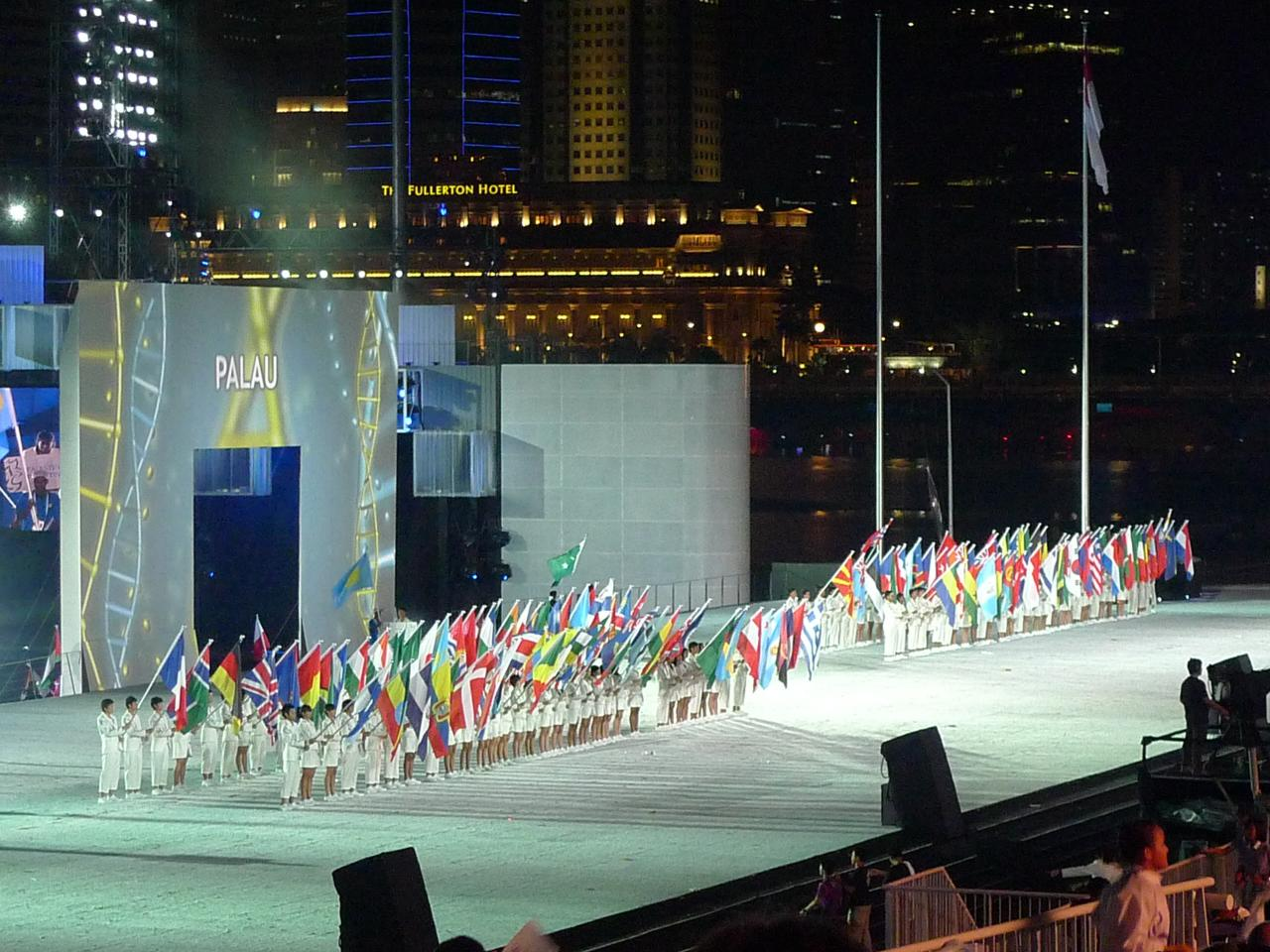
Drapeaux des nations participant aux JOJ de Singapour 2010.

Les Jeux olympiques de la jeunesse d'été durent douze jours et rassemblent 3 600 athlètes et 800 officiels. Les Jeux olympiques de la jeunesse d'hiver s'étendent sur dix jours et réunissent un millier de sportifs.
Les JOJ sont réservés aux jeunes athlètes âgés de 14 à 18 ans au 31 décembre de l'année de l'édition en question. Les systèmes de qualifications sont comme pour les Jeux olympiques définis par le CIO en coopération avec les fédérations sportives internationales concernées,.

### Autres particularités
Jacques Rogge avait souhaité qu'il n'y ait pas de représentations nationales comme les drapeaux lors des Jeux olympiques de la jeunesse. Cette disposition n'est pour l'heure pas appliquée, puisque les drapeaux des médaillés sont hissés durant la cérémonie des médailles, mais aussi parce que la cérémonie d'ouverture donne lieu à un défilé des drapeaux de chaque nation participante,.

## Liste des Jeux olympiques de la jeunesse

Carte des pays ayant accueilli les Jeux olympiques de la jeunesse.
Pays ayant accueilli uniquement les Jeux d'été.
Pays ayant accueilli uniquement les Jeux d'hiver.

| Année | Olympiade | Jeux olympiques de la jeunesse d'été | Jeux olympiques de la jeunesse d'été | Jeux olympiques de la jeunesse d'été | Jeux olympiques de la jeunesse d'été | Jeux olympiques de la jeunesse d'hiver | Jeux olympiques de la jeunesse d'hiver | Jeux olympiques de la jeunesse d'hiver | Jeux olympiques de la jeunesse d'hiver |
| Année | Olympiade | Édition                              | Ville hôte                           | Pays                                 | Continent                            | Édition                                | Ville hôte                             | Pays                                   | Continent                              |
| ----- | --------- | ------------------------------------ | ------------------------------------ | ------------------------------------ | ------------------------------------ | -------------------------------------- | -------------------------------------- | -------------------------------------- | -------------------------------------- |
| 2010  | XXIX      | Ire                                  | Singapour (1)                        | Singapour (1)                        | Asie (1)                             |                                        |                                        |                                        |                                        |
| 2012  | XXIX      |                                      |                                      |                                      |                                      | Ire                                    | Innsbruck (1)                          | Autriche (1)                           | Europe (1)                             |
| 2014  | XXXe      | IIe                                  | Nankin (1)                           | Chine (1)                            | Asie (2)                             |                                        |                                        |                                        |                                        |
| 2016  | XXXe      |                                      |                                      |                                      |                                      | IIe                                    | Lillehammer (1)                        | Norvège (1)                            | Europe (2)                             |
| 2018  | XXXI      | IIIe                                 | Buenos Aires (1)                     | Argentine (1)                        | Amérique (1)                         |                                        |                                        |                                        |                                        |
| 2020  | XXXI      |                                      |                                      |                                      |                                      | IIIe                                   | Lausanne (1)                           | Suisse (1)                             | Europe (3)                             |
| 2024  | XXXII     |                                      |                                      |                                      |                                      | IVe                                    | Gangwon (1)                            | Corée du Sud (1)                       | Asie (1)                               |
| 2026  | XXXIII    | IVe                                  | Dakar (1)                            | Sénégal (1)                          | Afrique (1)                          |                                        |                                        |                                        |                                        |
| 2028  | XXXIII    |                                      |                                      |                                      |                                      | Ve                                     | Dolomites-Valteline (1)                | Italie (1)                             | Europe (4)                             |

- Pays ayant accueilli uniquement les Jeux d'été.
- Pays ayant accueilli uniquement les Jeux d'hiver.

## Tableau des médailles
Mis à jour après l'édition 2020
| Pos.  | Nation                      | Or  | Argent | Bronze | Total |
| ----- | --------------------------- | --- | ------ | ------ | ----- |
| 1     | Chine                       | 99  | 50     | 38     | 187   |
| 2     | Russie                      | 96  | 74     | 58     | 228   |
| 3     | Japon                       | 43  | 42     | 30     | 115   |
| 4     | Corée du Sud                | 37  | 23     | 21     | 81    |
| 5     | États-Unis                  | 34  | 31     | 31     | 96    |
| 6     | Allemagne                   | 29  | 42     | 42     | 113   |
| 7     | Italie                      | 28  | 34     | 34     | 96    |
| 8     | France                      | 25  | 28     | 36     | 89    |
| 9     | Hongrie                     | 24  | 20     | 22     | 66    |
| 10    | Ukraine                     | 22  | 25     | 30     | 77    |
| 11    | Suisse                      | 19  | 12     | 21     | 52    |
| 12    | Australie                   | 17  | 27     | 29     | 73    |
| 13    | Suède                       | 17  | 12     | 14     | 43    |
| 14    | Autriche                    | 17  | 10     | 24     | 51    |
| 15    | Cuba                        | 15  | 4      | 5      | 24    |
| 16    | Norvège                     | 13  | 17     | 18     | 48    |
| 17    | Royaume-Uni                 | 13  | 12     | 22     | 47    |
| 18    | Argentine                   | 13  | 10     | 15     | 38    |
| 19    | Azerbaïdjan                 | 12  | 10     | 4      | 26    |
| 20    | Iran                        | 12  | 5      | 8      | 25    |
| 21    | Thaïlande                   | 11  | 10     | 5      | 26    |
| 22    | Brésil                      | 10  | 13     | 9      | 32    |
| 23    | Slovénie                    | 10  | 10     | 13     | 33    |
| 24    | Canada                      | 9   | 13     | 29     | 51    |
| 25    | Kazakhstan                  | 9   | 7      | 13     | 29    |
| 26    | Pays-Bas                    | 8   | 10     | 15     | 33    |
| 27    | Roumanie                    | 8   | 10     | 5      | 23    |
| 28    | Kenya                       | 8   | 3      | 4      | 15    |
| 29    | République Tchèque          | 7   | 13     | 14     | 34    |
| 30    | Éthiopie                    | 7   | 8      | 6      | 21    |
| 31    | Colombie                    | 7   | 7      | 5      | 19    |
| 32    | Égypte                      | 7   | 5      | 14     | 26    |
| 33    | Lituanie                    | 7   | 3      | 4      | 14    |
| 34    | Pologne                     | 7   | 1      | 9      | 17    |
| 35    | Ouzbékistan                 | 6   | 10     | 13     | 29    |
| 36    | Bulgarie                    | 6   | 6      | 4      | 16    |
| 37    | Nouvelle-Zélande            | 6   | 5      | 6      | 17    |
| 38    | Afrique du Sud              | 6   | 5      | 4      | 15    |
| 39    | Biélorussie                 | 5   | 11     | 5      | 21    |
| 40    | Espagne                     | 5   | 9      | 20     | 34    |
| 41    | Belgique                    | 5   | 8      | 8      | 21    |
| 42    | Turquie                     | 4   | 8      | 19     | 31    |
| 43    | Finlande                    | 4   | 5      | 8      | 17    |
| 44    | Israël                      | 4   | 4      | 2      | 10    |
| 45    | Croatie                     | 4   | 3      | 4      | 11    |
| 46    | Corée du Nord               | 4   | 3      | 3      | 10    |
| 47    | Vietnam                     | 4   | 3      | 2      | 9     |
| 48    | Jamaïque                    | 4   | 2      | 1      | 7     |
| 49    | Inde                        | 4   | 16     | 4      | 23    |
| 50    | Mexique                     | 3   | 9      | 17     | 29    |
| 51    | Taipei chinois              | 3   | 7      | 4      | 14    |
| 52    | Grèce                       | 3   | 4      | 5      | 12    |
| 52    | Lettonie                    | 3   | 4      | 5      | 12    |
| 54    | Arménie                     | 3   | 3      | 7      | 13    |
| 55    | Danemark                    | 3   | 3      | 5      | 11    |
| 56    | Nigéria                     | 3   | 3      | 2      | 8     |
| 57    | Moldavie                    | 3   | 2      | 2      | 7     |
| 58    | Vénézuela                   | 2   | 8      | 5      | 15    |
| 59    | Slovaquie                   | 2   | 7      | 6      | 15    |
| 60    | Maroc                       | 2   | 5      | 3      | 10    |
| 61    | Singapour                   | 2   | 3      | 4      | 9     |
| 62    | Malaisie                    | 2   | 3      | 1      | 6     |
| 62    | Mongolie                    | 2   | 3      | 1      | 6     |
| 64    | République dominicaine      | 2   | 1      | 2      | 5     |
| 65    | Qatar                       | 2   | 1      | 0      | 3     |
| 66    | Géorgie                     | 1   | 6      | 4      | 11    |
| 67    | Serbie                      | 1   | 4      | 4      | 9     |
| 68    | Portugal                    | 1   | 4      | 2      | 7     |
| 69    | Irlande                     | 1   | 3      | 3      | 7     |
| 69    | Kirghizistan                | 1   | 3      | 3      | 7     |
| 71    | Équateur                    | 1   | 3      | 2      | 6     |
| 72    | Tunisie                     | 1   | 2      | 2      | 5     |
| 73    | Estonie                     | 1   | 2      | 1      | 4     |
| 74    | Porto Rico                  | 1   | 1      | 2      | 4     |
| 74    | Ouganda                     | 1   | 1      | 2      | 4     |
| 76    | Trinité-et-Tobago           | 1   | 1      | 1      | 3     |
| 76    | Zambie                      | 1   | 1      | 1      | 3     |
| 78    | Burundi                     | 1   | 1      | 0      | 2     |
| 79    | Arabie saoudite             | 1   | 0      | 3      | 4     |
| 80    | Érythrée                    | 1   | 0      | 2      | 3     |
| 80    | Pérou                       | 1   | 0      | 2      | 3     |
| 82    | Islande                     | 1   | 0      | 1      | 2     |
| 83    | Bolivie                     | 0   | 0      | 1      | 1     |
| 83    | Chili                       | 1   | 0      | 0      | 1     |
| 83    | Ghana                       | 1   | 0      | 0      | 1     |
| 83    | Îles Vierges des États-Unis | 1   | 0      | 0      | 1     |
| 83    | Maurice                     | 1   | 0      | 0      | 1     |
| 83    | Suriname                    | 1   | 0      | 0      | 1     |
| 83    | Uruguay                     | 1   | 0      | 0      | 1     |
| 90    | Hong Kong                   | 0   | 6      | 2      | 8     |
| 91    | Algérie                     | 0   | 5      | 0      | 5     |
| 92    | Botswana                    | 0   | 2      | 0      | 2     |
| 92    | Chypre                      | 0   | 2      | 0      | 2     |
| 94    | Bahamas                     | 0   | 1      | 2      | 3     |
| 94    | Jordanie                    | 0   | 1      | 2      | 3     |
| 96    | Bahrein                     | 0   | 1      | 1      | 2     |
| 96    | Bosnie-Herzégovine          | 0   | 1      | 1      | 2     |
| 96    | Pakistan                    | 0   | 1      | 1      | 2     |
| 96    | Tadjikistan                 | 0   | 1      | 1      | 2     |
| 100   | Émirats arabes unis         | 0   | 1      | 0      | 1     |
| 100   | Guinée équatoriale          | 0   | 1      | 0      | 1     |
| 100   | Haïti                       | 0   | 1      | 0      | 1     |
| 100   | Luxembourg                  | 0   | 1      | 0      | 1     |
| 100   | Nauru                       | 0   | 1      | 0      | 1     |
| 100   | Philippines                 | 0   | 1      | 0      | 1     |
| 100   | Sainte-Lucie                | 0   | 1      | 0      | 1     |
| 100   | Salvador                    | 0   | 1      | 0      | 1     |
| 108   | Indonésie                   | 0   | 0      | 3      | 3     |
| 109   | Afghanistan                 | 0   | 0      | 1      | 1     |
| 109   | Andorre                     | 0   | 0      | 1      | 1     |
| 109   | Antilles néerlandaises      | 0   | 0      | 1      | 1     |
| 109   | Cambodge                    | 0   | 0      | 1      | 1     |
| 109   | Djibouti                    | 0   | 0      | 1      | 1     |
| 109   | Fidji                       | 0   | 0      | 1      | 1     |
| 109   | Grenada                     | 0   | 0      | 1      | 1     |
| 109   | Guatemala                   | 0   | 0      | 1      | 1     |
| 109   | Honduras                    | 0   | 0      | 1      | 1     |
| 109   | Irak                        | 0   | 0      | 1      | 1     |
| 109   | Kosovo                      | 0   | 0      | 1      | 1     |
| 109   | Koweït                      | 0   | 0      | 1      | 1     |
| 109   | Liban                       | 0   | 0      | 1      | 1     |
| 109   | Liechtenstein               | 0   | 0      | 1      | 1     |
| 109   | Macédoine du Nord           | 0   | 0      | 1      | 1     |
| 109   | Monaco                      | 0   | 0      | 1      | 1     |
| 109   | Niger                       | 0   | 0      | 1      | 1     |
| 109   | Sri Lanka                   | 0   | 0      | 1      | 1     |
| 109   | Turkménistan                | 0   | 0      | 1      | 1     |
| Total | Total                       | 882 | 872    | 938    | 2692  |